# Vito Mangiamele
Vito Mangiamele (Sortino, 19 febbraio 1827 – Tolosa, 1897) è stato un matematico italiano.

## Biografia
Figlio di un umile pastore di pecore, diede prova di abilità di calcolo sorprendenti tanto da essere convocato a Parigi, il 19 giugno 1837, presso l'Accademia francese delle scienze alla presenza del famoso François Arago. Qui stupì tutti i presenti calcolando a mente radici cubiche di numeri di sei cifre.
Per l'interessamento dell'Accademia delle Scienze, ebbe l'opportunità di studiare a Parigi, dove giunse ad avere una cattedra di matematica alla Sorbona. Morì a Tolosa nel 1897. Alla sua memoria, il municipio di Sortino intitolò una via tra le principali del paese.